# Angitia carneopicta
Angitia carneopicta là một loài bướm đêm trong họ Noctuidae.